# Турски страх
Турски страх (итал. Mamma li Turchi и  ) је модеран и популаран израз широко распрострањен у историографији за означавање фаталистичког и апокалиптичног расположења у западној Европи, посебно у Италији и Немачкој, након освајања Цариграда, посебно током 16-17 века са Османлијска Мађарска и Мохачка битка са Опсада Беча (1529) - до самог краја велики турски рат. 
У 16. веку у Европи је објављено је око 2500 штампаних радова о Турцима (од којих је више од 1.000 на немачком). У овим публикацијама је у првом плану слика „крвожедног Турчина“. Поред тога, између 1480. и 1610. године, штампано је двоструко више књига о турској претњи Европи него оне о открићу Новог света - Америке.